# Машётене, Она
Она Машётене (лит. Ona Mašiotienė), урождённая Бразаускайте (лит. Brazauskaitė; 9 сентября 1883, Шлавенай, Аникщяйский уезд, Российская империя — 29 декабря 1949, Каунас, Литовская ССР) — литовская учительница, борец за права женщин и писательница. Она участвовала в создании Литовской женской ассоциации, первой организации по защите прав женщин в стране, и читала лекции о необходимости равенства мужчин и женщин. Борясь как за права женщин, так и за независимость Литвы, Машётене была членом различных обществ и делегатом на нескольких политических конференциях и собраниях. В качестве педагога она организовала в Вильнюсе первую литовскоязычную гимназию для девочек и более десяти лет работала директором средней школы в Каунасе. В 1921 году Машётене была избрана в Утенский уездный совет, где исполняла свои обязанности в течение двух сроков. Она была одним из соучредителей и первым президентом Литовского женского совета, представлявшего собой зонтичную организацию. Получив признание от независимого литовского государства в виде вручения ей множества национальных наград, Машётене была уволена с преподавательской должности после того, как СССР оккупировал Литву.

## Биография

### Происхождение
Она Бразаускайте родилась 9 сентября 1883 года в деревне Шлавенай Аникщяйского уезда Российской империи, в семье Ядвиги (урождённой Михаловской, также известной как Ядвига Микалаускайте) и Густава Бразаускаса (Густава Бжезовского). Её родители познакомились в период, когда Бразаускас вместе с отцом Ядвиги был заключён в тюрьму за участие в Польском восстании 1863 года. В её семье из восьми детей, принадлежащей к литовскому дворянству, дома говорила по-польски, но среди родственников мнения разделились по поводу того, кем они являются литовцами или поляками. Бразаускас выступал за объединённое литовско-польское государство и распространял книги на литовском языке, что в то время было запрещено.

### Ранние годы
Окончив с отличием Каунасскую женскую гимназию около 1900 года, Бразаускайте решила продолжить учёбу, чтобы стать учителем. Её родители, хотя и могли позволить себе оплатить дальнейшее её обучение, не одобряли получение высшего образования женщиной. На помощь пришла тётя, выделившая Бразаускайте средства для продолжения своей учёбы в Москве. Она поступила на курсы естественных наук Московских высших женских курсов. Во время учёбы там Бразаускайте участвовала в создании Литовского студенческого общества в Москве, а также заинтересовалась развитием женских движений в Западной Европе. В качестве уже защитницы прав женщин, она в сентябре 1905 года стала одной из основательниц первой женской организации Литвы — Литовской женской ассоциации (лит. Lietuvos moterų susivienijimas), Бразаускайте была делегатом на втором съезде Всероссийского союза за равноправие женщин, состоявшегося в октябре того же года, после чего вернулась в Литву, где уже участвовала в Великом Вильнюсском сейме, прошедшем в декабре 1905 года.
После его окончания женщины-лидеры литовского национального движения встретились в имении Окулич в Латавенае, где договаривались об организации женщин в деле борьбы против царского самодержавия. Бразаускайте призвала женщин отстаивать свои права и идею равенства, а также право их детей получать образование на литовском языке. Вероятно, в 1906—1907 годах она вышла замуж за Йонаса Машётаса, брата писателя Пранаса Машётаса и литовского студента, с которым она познакомилась во время учёбы в Москве. Она участвовала в подготовке Первого женского литовского конгресса, прошедшего 27 и 28 сентября 1907 года в Каунасе, а затем перебралась в Вильнюс, где помогала в организации Литовского женского союза (лит. Lietuvos moterų sąjungą). В 1909 году Машётене родила своего единственного ребёнка — дочь Ону.

### Карьера
С 1911 по 1914 год Машётене работала учительницей гимназии в Вильнюсе, но с началом Первой мировой войны она вместе с мужем и маленькой дочерью бежала в Москву. Она организовала Литовский союз свободы женщин, став его председательницей, а в 1917 выступала в качестве его представителя на Литовской ассамблее в Петрограде. Машётене выступила с речью на конференции по правам женщин. Однако этот союз не получил развития и вскоре прекратил своё существование.
После того, как в 1918 году Литва провозгласила свою независимость, Машётене вернулась со своей семьёй в Вильнюс. Она основала и руководила там первой женской гимназией, где занятия велись на литовском языке, и проводила вечерние курсы на русском языке, помогая тем, кто начал своё обучение на этом языке, закончить школу. Школа была закрыта польскими властями во время Польско-литовской войны 1919 года. В том же году Машётене была избрана в правление Союза учителей Литвы и Временного комитета литовцев в Вильнюсе. Последняя организация особый упор делала на продвижении литовской культуры, а Машётене боролась за национальную независимость, заручившись поддержкой населения. Она призывала литовских женщин участвовать в военных работах и в деле национальной обороны.
В 1921 году, в качестве члена правления Литовского женского союза, Машётене была избрана в Утенский уездный совет, на территории которого находилась её усадьба в деревне Шлавенай. В соответствии с земельной реформой, проведённой в Литве в следующем году, территория её родового поместья сократилась вдвое, до 80 гектаров земли, где она продолжала использовать в качестве своей летней усадьбы. Остальную часть года Машётене с семьёй проживала в Каунасе, где преподавала естественные науки в местных средних школах. В 1924 году она была переизбрана в уездный совет на новый четырёхлетний срок.
В 1928 году Машётене заняла должность директора Каунасской 2-й средней школы. В сентября того же года, после встречи с Луизой К. А. ван Эйген, входившей в правление Международного совета женщин, она также стала соучредительницей Литовского женского совета (лит. Lietuvos moterų taryba, LMT, имевшего зонтичную структуру, объединявшую 17 женских организаций. Почти сразу после своего появления эта организация присоединилась к Международному совету женщин в качестве его аффилированного члена. В 1929 году Машётене посетила конгресс Международного совета женщин, проходивший в Лондоне. Она была избрана в правление Литовского женского совета, занимая должность его президента до 1934 года.
Машётене присоединилась к инициативе по охране здоровья детей Pieno lašas («Молочная капля») и начала в 1930 году вести соответствующие радиопередачи. Первая из них, посвящённый советам по дому и проблемам со здоровьем, назывались «Беседами Оны и Мариан» (лит. Onos ir Marijonos pasikalbėjimai). В том же году её общественная деятельность получила признание со стороны государства, когда она была удостоена ордена Великого князя литовского Гядиминаса III степени и ордена Витаутаса Великого I степени. Машётене вела новостную радиопрограмму «Дом и женщина» (лит. Namai ir moteris), которая начала выходить в эфир в 1933 году, а также публиковала свои статьи в таких изданиях как Lietuvos aidas, Lietuvos žinios, Žibutė, Moteris ir pasaulis и других. В 1937 году на съезде, созванном в ознаменование Первого женского литовского конгресса, состоявшегося в 1907 году, Машётене представила доклад «Политическая и национальная деятельность женщин с 1907 по 1937 год», который в следующем году был опубликован в виде книги.
Вторая мировая война и оккупация Литвы СССР внесли существенные изменения в жизнь Машётене. Её дочь покинула страну в 1944 году, переехав в Австралию. Ей запретили преподавать, и хотя ей разрешалось жить в своей усадьбе, её и её супруга принудили «добровольно» вступить в колхоз. Её супруг умер в 1948 году, оставив Машётене в бедственном положении, она испытывала нужду даже в еде и дровах. Машётене умерла 29 декабря 1949 года в возрасте 66 лет в больнице в Каунасе и была похоронена на кладбище Пятрашюнай.